# Comuna Lobaci, Reșetîlivka
Lobaci (în ucraineană Лобачі) este o comună în raionul Reșetîlivka, regiunea Poltava, Ucraina, formată din satele Hlîboka Balka, Korji, Krohmalți, Lobaci (reședința) și Trîvailî.

## Demografie
Componența lingvistică a comunei Lobaci
     Ucraineană (96,7%)
     Rusă (2%)
Conform recensământului din 2001, majoritatea populației comunei Lobaci era vorbitoare de ucraineană (96,7%), existând în minoritate și vorbitori de rusă (2%).